# スピラーリ

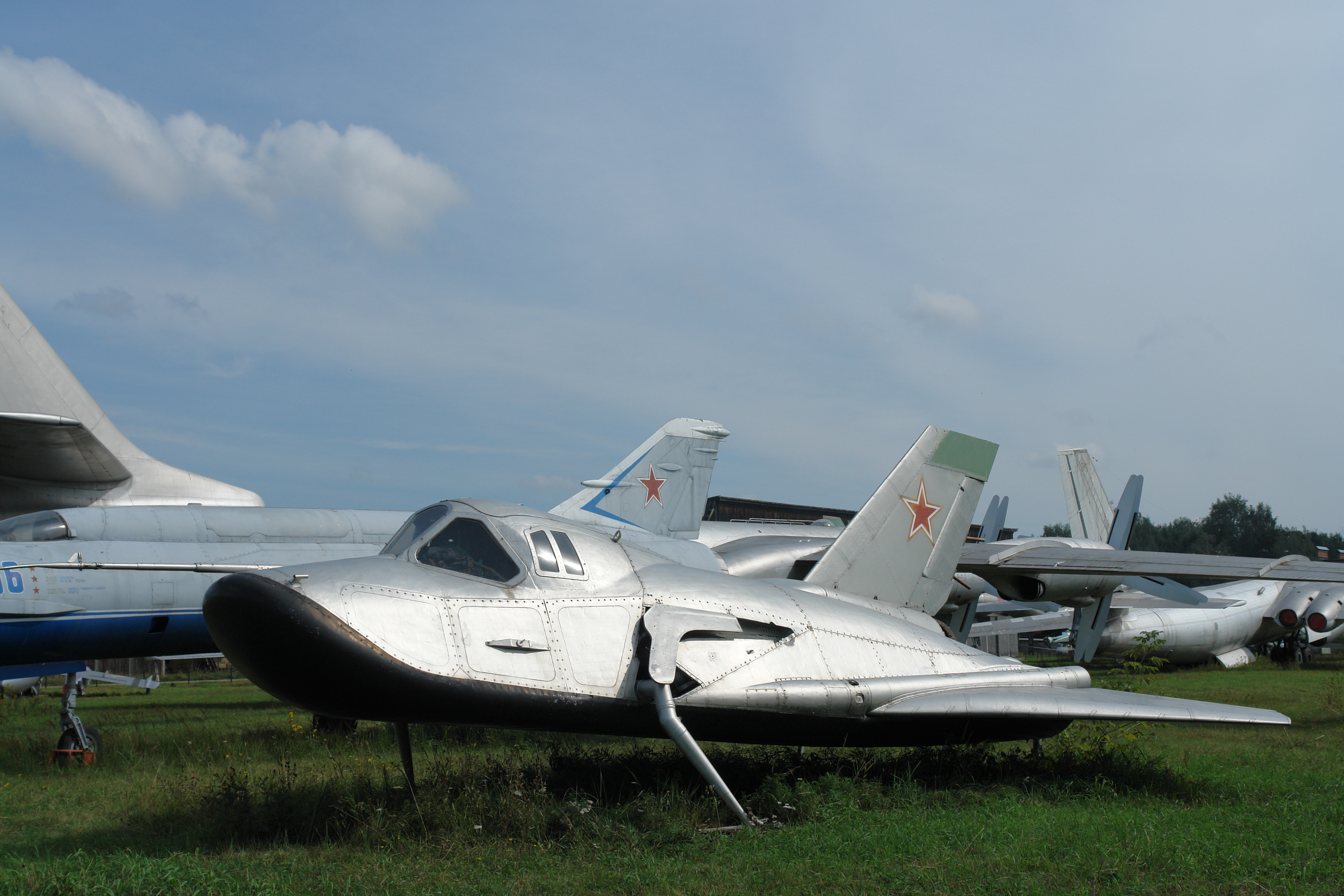
スピラーリ計画で製造されたMiG-105

スピラーリは、ソビエト連邦が計画した再利用可能な宇宙航空機の開発計画。これはソ連の宇宙計画のうち、軌道用有人スペースプレーンの製造計画が初めて具体的に形となったものである。元はアメリカの軍事宇宙計画のX-20に対応するために考えられたものとされ、軍事色の強い計画であった。
初期段階でMiG-105やBORと呼ばれる実験機が作られたが、これらが宇宙機としての目標を達成することはなかった。その後、ソ連版スペースシャトルとして知られるブラン計画の推進が決定され、スピラーリ計画は中止された。

## 開発
この計画はEPOSとしても知られており、計画のリーダーとなったのはグレブ・ロジノ・ロジンスキーだった。計画はX-20の終了2年後の1965年に始まり、1969年に中止されたものの、1974年のアメリカのスペースシャトルの情報が知られるとすぐさま復活した。
テスト機となったMiG-105は初の亜音速自由飛行試験を1976年に行い、A.G.Festovetsの操縦によってモスクワ近郊の古い航空基地から自力で離陸し、19マイル離れたズコブスキー航空試験センターに着陸した。飛行テストは、1978年まで散発的に合計8回行われた。このテスト機は現存しており、モニノ空軍博物館に展示されている。
NASAのドライデン飛行研究センターで同時期に行われた有人リフティング・ボディ機の研究になどにも影響を与えた可能性があるとされる。

## 特徴
ソビエトの技術者はスピラーリの空中発射を考えており、この試案では超音速で航行する巨大な空中母機から宇宙機部と液体燃料ブースターを打ち上げる構想であった。空中母機はすでに開発されていたTu-144やT-4などの大型機の多くの設計技術を利用してツポレフ設計局が製造した。しかし、この構想は設計段階までで実際に完成にまでは至らなかった。
大気圏突入時の高温への対応としてはニオブ・モリブデン・タングステン、ルネ41のような高温超合金をヒートシールドに利用するのではなく、再突入時の温度膨張を許容するために個々の鉄板が間接セラミックベアリングで吊り下げられている機構で防護する計画であり、ソ連技術者はこれをスケールプレートアーマーと称していた。このコンセプトを試すために数機の無人軌道ロケットプレーン(BOR)が製造され打ち上げられた。
また、リフティング・ボディ機として開発されており、また革新的な可変後退翼を採用していた。打ち上げと再突入の際、これらは60度の角度で機体の側部に畳み込まれ、垂直安定翼として使われた。再突入後、亜音速に速度が下がった後、パイロットは電動駆動装置を稼動させ、翼を広げてスペースプレーンとしての飛行性能を向上させた。
スピラーリは着陸進入に失敗した際のために動力着陸と回転機動操作が可能になっていた。中央直尾翼の下に単発のコレゾフターボジェットエンジンのための吸気口が存在し、吸気口は打ち上げの際は電動の観音開きドアで防護されており、再突入の際に亜音速になってから開く計画だった。
もしもブースターの爆発や飛行中に危険が発生した場合のため乗員区画は機体の他部と隔絶されており、問題発生時には機体の残りの部分から分離して、モジュール式脱出装置として従来のカプセル型宇宙船と同様パラシュートで地上に落下するよう設計されており、この動作は飛行中のいかなる地点であっても可能なように設計された。
スピラーリは主にパイロットの輸送を念頭に開発されており、X-20やスペースシャトルのように、クルーの居住空間の後ろに小さい貨物区画を持っておらず、衛星や研究・観測機器・兵器類の輸送や、定員以上の乗務員の輸送は考えられていなかった。これはコレゾフターボジェットエンジンやその燃料タンクの搭載のために余分な空間を必要としたためであった可能性がある。
ソ連のスピラーリも米国のダイナソアも両方スキーによる着地形式で開発されたが、ソ連の技術者は可能性が高いとされたヒートシールドの破損への懸念を重視して、スピラーリの着陸スキーは胴体上部の翼の付け根の側面ドアから展開される形式となっていた。この変わった配置のために、実験飛行で少なくとも一度はハードランディングを起こしたとされている。

## BOR
БОР (ロシア語: Беспилотный Орбитальный Ракетоплан、無人軌道ロケットプレーン)はスピラーリ計画で使われたその他の宇宙機で、実物大より小型の無人再突入試験機シリーズ。アメリカの類似するものにはX-23やASSETがあげられる。
| 画像 | 形式  | 打ち上げ日    | 用法 | 現在                                                    |
| ---- | ----- | ------------- | --- | ------------------------------------------------------- |
|      | BOR-1 | 1969年7月15日 | 飛行テスト、実験用1:3スケールモデル 。11K65が100kmの高さから展開し、60-70kmの高度の大気で、13000 km/hの速さで燃えつきた。                                                            | 焼却(計画)                                              |
|      | BOR-2 | 1969年–1972年 | サブスケールモデルのスピラーリ宇宙船。4回打ち上げられた。 | NPOモルニヤ                                             |
|      | BOR-3 | 1973年–1974年 | サブスケールモデルのスピラーリ宇宙船。2回打ち上げ。 打ち上げ後高度5km、マッハ0.94でノーズフェアリングの破壊 飛行計画は完全に実施されたが、着陸時にパラシュートが展開せず破壊された。 | 破壊                                                    |
|      | BOR-4 | 1980年–1984年 | スピラーリ宇宙船のサブスケールモデル。4回発射し、2回未確認 | NPOモルニヤ                                             |
|      | BOR-5 | 1984年–1988年 | 飛行テスト、サブスケールベースモデル。5回打ち上げた。 データはブラン計画に使われた。                                                                                                 | ドイツ、シュパイアー技術博物館 ロシア、モニノ空軍博物館 |
|      | BOR-6 |               | スピラーリ宇宙船のサブスケールモデル | NPOモルニヤ                                             |

## パイロットの育成

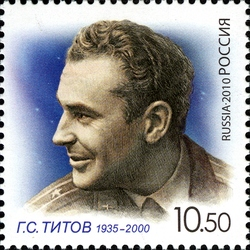
テストパイロットとなったゲルマン・チトフ

1960年代の初期にスピラーリを飛行させるパイロットのための宇宙飛行士訓練グループが作られ、計画中に訓練が行われたが、最終的には解散した。参加していた有名なパイロットには2番目に宇宙に行ったゲルマン・チトフやA.G.Fastovetsがいる。

## その後
スピラーリは実際に発射台までたどり着くことはなかったが、設計は1980年代に「ウラガン」という名の有人宇宙迎撃機の製造のために計画が再利用されたとされている。この機体はウクライナ製造のゼニットによって打ち上げられ、ヴァンデンバーグ空軍基地から打ち上げられる軍事スペースシャトル計画の迎撃および破壊を試みるものであった。武装はある説によれば宙対宙ミサイルとされていた。
機体がどれだけの時間宇宙空間に滞在できたかなどは知られていない。ソ連空軍の宇宙飛行士の数人が選ばれ、操縦訓練が行われた。シャトルが迎撃、撃墜される可能性は当時アメリカ国防総省でかなりの物議を産んだ。また、この宇宙での戦闘の可能性は幾らかの芸術家や表現者の空想を刺激した。
チャレンジャー事故の後、NASAとDoDが計画していたスペースシャトルの軍事利用は中止になり、これによってソ連もそれ以上の宇宙迎撃機計画を持つ必要はなくなりソ連はウラガン計画を中止したとされた。その後、ロシア将校はこれまで存在したとされる宇宙機の存在を否定し、主張された宇宙迎撃機の情報はすべてスペースシャトルの軍用計画を抱かせないためにアメリカ軍を警戒させることを目的にした偽情報計画の一部であると発表した。現在まで、製造されたとされるウラガンや関連機器の行方や、その実在は確認されていない。